# 驚天奪寶
是一部在2004年上映的美國電影，由華特迪士尼影片製作，強·托特陶執導，吉姆·考夫及瑪莉安、考瑪克·韋柏利夫婦擔任編劇，尼可拉斯·凱吉、黛安·克魯格、西恩·賓等演員領銜主演。故事描述一群寶藏獵人尋找美國底下不為人知的寶藏，在奪取了美國獨立宣言後，逐漸發現的秘密。

## 劇情
傳說三千多年前，古埃及時代流傳下來一筆逐漸累積的巨額寶藏，直到美國開國之初，這筆寶藏成了當時美國建國者們的「國安基金」，但是經過兩百多年的時空演變，這筆寶藏下落已經不明。而蓋茲一家相傳在美國開國之初，就被授與保護這筆的任務。
班傑明·富蘭克林·蓋茲是一個喜愛考古的冒險家，他從小在爺爺的灌輸之下，堅信的存在。班傑明和負責金援的英國人伊恩進行寶藏的追查，他們在冰天雪地的北極中找到了一艘古船。班傑明在這艘古船上找到一隻煙斗，進而發現線索藏在美國開國的文章——「美國獨立宣言」的背面，如果要進一步追查，勢必得取得獨立宣言。班傑明認為這樣做風險太大，因為他不想犯罪，然而伊恩對覬覦已久，他表示要不計任何代價盜取獨立宣言。班傑明為了阻止伊恩，通知國家檔案局、聯邦調查局等機構要注意防範，可是卻沒人相信他，於是他只好使出釜底抽薪的辦法——盜取獨立宣言。
在跟班萊利的協助下，班傑明順利偷到了獨立宣言，卻遭到伊恩及其手下的一路追殺，連在國家檔案局任職的專家愛比蓋兒·崔斯博士也被捲入其中。三人在獨立宣言的背後發現一連串由數字組成的密碼，班傑明認為要解開這些數字的意義，就必須解讀父親派屈克收藏的東西——美國開國元勳富蘭克林以前寫的信，但是派屈克已經把這些信送給富蘭克林博物館，於是班傑明等人只好跑去博物館找下一個線索。
根據信件內容，三人得知下一個線索和自由鐘有關，於是他們前往自由鐘，在信件中描述的時刻找到了富蘭克林為了看密碼所特製的眼鏡，利用這副眼鏡，他們在獨立宣言的背後看到了新的指示，要他們到百老匯街和華爾街的交點，就在他們前去尋找線索的途中，遇上了伊恩，雙方因此展開追逐戰。經過一段時間的追逐後，伊恩搶走了獨立宣言，而班傑明則被負責調查獨立宣言失竊案的聯邦調查局探員賽德斯基逮捕。
班傑明試圖說服聯邦調查局，他這樣做才能保證獨立宣言不被利用，而愛比蓋兒則聯絡伊恩，若能讓班傑明被放出來，她願意將下一個線索告訴伊恩，然而伊恩棋高一著，他綁架了派屈克，要以派屈克的性命作為威脅班傑明找出寶藏的籌碼。為了拯救父親，班傑明只好帶領一大串人一起去尋寶。
一行人前往紐約曼哈頓區，依據線索來到在百老匯街和華爾街的交點——三一教堂。在教堂裡，他們發現一條地下通道，走過通道後，他們發現一個地下建物。班傑明和派屈克看出這是寶藏的藏身之處，而一旁的伊恩卻漸漸失去耐心，派屈克見狀，便向伊恩誆稱下一個線索在波士頓的老北教堂，伊恩信以為真，便拋下班傑明等人，帶領手下去老北教堂尋找派屈克說的「下一個線索」。伊恩走遠後，班傑明用之前找到的煙斗開啟地下建物的一道門，而門後正是真正的。班傑明原本打算將寶藏據為己有，但是想到伊恩的背叛行徑，他決定改變主意，將寶藏交給美國政府保管，並將伊恩的惡行告訴聯邦調查局，伊恩及其手下也因此遭到聯邦調查局逮捕。

## 演員
| 演員              | 角色                        |
| 尼可拉斯·凱吉     | 班傑明·富蘭克林·蓋茲        |
| 黛安·克魯格       | 愛比蓋兒·崔斯               |
| 賈斯汀·巴薩       | 萊利·波爾                   |
| 西恩·賓           | 伊恩·豪威                   |
| 強·沃特           | 派屈克·漢瑞·蓋茲            |
| 哈維·凱托         | FBI幹員 彼得·賽德斯基       |
| 克里斯托弗·普盧默 | 約翰·亞當斯·蓋茲            |
| 維斯·賓契         | 博物館前的小孩              |
| 傑森·艾爾         | 湯瑪斯·蓋茲，蓋茲一家的祖先 |

## 藍光BD
迪士尼宣布將會在2008年夏天釋出迪士尼旗下幾部片子的藍光光碟，其中包括《國家寶藏》、《納尼亞傳奇：獅子、女巫、魔衣櫥》、《睡美人》以及《海底總動員》。有消息指出裡面將包含白金版本。

## 收藏版本
2007年12月18日，國家寶藏的收藏版本將會以兩片DVD的形式發行。基本上第二片並沒有包含電影的片段，所收錄的為刪除片段、幕後花絮甚至是《國家寶藏：古籍秘辛》的搶先訊息等。在Amazon.com已經開始預購中。

## 續集
- 《國家寶藏：古籍秘辛》，儘管《國家寶藏》當初從語音記事中得知不會有續集的產生，但是全球超過3億的票房還是促使的續集的產生。於2005年開拍，2007年12月19日早場起在台灣上映。

## 外部連結
- 互联网电影数据库（IMDb）上《National Treasure》的资料（英文）
- 爛番茄上《National Treasure》的資料（英文）
- Box Office Mojo上《National Treasure》的資料（英文）
- Metacritic上《national treasure》的資料（英文）
- AllMovie上《national treasure》的资料（英文）
- Yahoo奇摩電影上《國家寶藏》的資料（繁體中文）
- 開眼電影網上《國家寶藏》的資料（繁體中文）
- 时光网上《國家寶藏》的資料（简体中文）
- 豆瓣电影上《國家寶藏》的資料 （简体中文）